# هيئة أجيال السلام
هيئة أجيال السلام هي هيئة دولية أردنية المنشأ، تأسست عام 2007. وهي منظمة غير ربحية أسسها الأمير فيصل بن الحسين وسارة قبّاني الفيصل، لها فروع في أكثر من 50 دولة حول العالم.

## الأهداف والأنشطة
يتمحور عمل الهيئة حول تمكين شباب متطوعين من مختلف أنحاء العالم وتدريبهم ليقودوا عملية التغيير السلمي في أوطانهم من خلال الترويج لقيم التسامح وإشراك قطاع الشباب في حل مشاكل العنف الصراعات عن طريق الحوار. وتستهدف الهيئة كل أنواع النزاعات سواء كانت العرقية أوالاجتماعية أوالدينية، وكذلك عدم المساواة بين الجنسين والعنف تجاه المرأة، والتمييز والإقصاء للأقليات ومن ضمنهم الأشخاص ذوي الاحتياجات الخاصة. ويتم التدريب باستخدام منهاج خاص تم تصميمه يستهدف تحليل الصراع وآثاره وكذلك مهارات كسب التأييد كما يوظف التدريب وسائل وأدوات كالرياضة والفنون والتمكين ثم متابعة وتقييم أثر التدريب عند عودة المتدربين لمجتمعاتهم وتوجيههم.

## تصنيفات وتقديرات
بحسب تقييم مجلة جلوبال جورنال حلَّت هيئة أجيال السلام بين أفضل 100 منظمة غير حكومية في العالم عام 2013، ويصنف هذا التقييم المؤسسات غير الحكومية وفقاً لمعايير الابتكار والتأثير والاستدامة. وفي عام 2016 جاءت هيئة أجيال السلام في المركز رقم 35 واحتلت تصنيف أفضل منظمة غير حكومية لبناء السلام في العالم بحسب تصنيف منظمة منظمة إن جي أو أدفايزر والتي مقرها مدينة جنيف، والتي تهتم بنشر الابتكار والتأثير والحوكمة في القطاع غير الربحي من بين التصنيف الرسمي لأفضل 500 منظمة غير حكومية في العالم لعام 2016.

## وصلات خارجية
الموقع الرسمي للهيئة